# اشپنگه
شهر اشپنگه (به آلمانی: Spenge) در ایالت نوردراین-وستفالن در کشور آلمان واقع شده‌است.

## نگارخانه

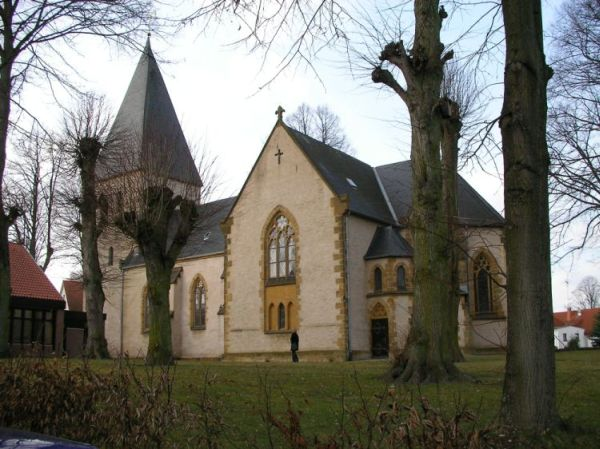
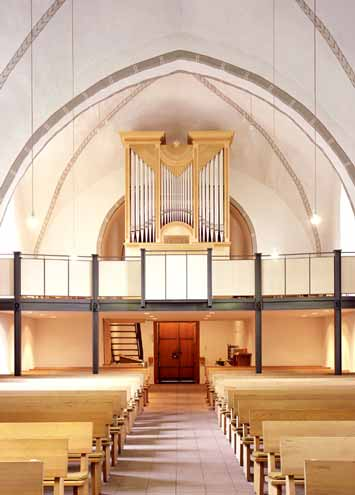